# Mark Roche
Mark Roche (25 de janeiro de 1993) é um jogador de rugby irlandês, que joga na posição de scrum-half.

## Carreira
Em sua juventude, Roche jogou com o Blackrock. Ele então passou a jogar pela seleção nacional sub-20 da Irlanda no Campeonato Mundial Júnior IRB de 2013. Ele também fez parte da equipe Lansdowne que foi coroada campeã da Divisão 1A da All-Ireland League de 2015 , marcando um try na final contra Clontarf.
Roche joga como scrum-half na seleção irlandesa de rúgbi sevens desde 2015. Roche jogou pela Irlanda no Grande Prêmio de Rúgbi da Europa de 2017, ajudando a Irlanda a se classificar para as eliminatórias de Hong Kong de 2018 e para a Copa do Mundo de Rúgbi Sevens de 2018.
Roche fez parte da equipe da Irlanda que chegou às semifinais das eliminatórias do Hong Kong Sevens de 2018 para a World Rugby Sevens Series de 2018–19. Ele começou no scrum-half para a equipe da Irlanda que terminou em terceiro no London Sevens de 2018; Roche foi selecionado para o torneio Dream Team na conclusão do torneio. Ele competiu pela Irlanda na Copa do Mundo de Rugby Sevens de 2022 na Cidade do Cabo.